# Неорганическая химия
Неоргани́ческая хи́мия — раздел химии, связанный с изучением строения, реакционной способности и свойств всех химических элементов и их неорганических соединений. Эта область охватывает все химические соединения, за исключением органических веществ (класса соединений, в которые входит углерод, за исключением нескольких простейших соединений, обычно относящихся к неорганическим). Различия между органическими и неорганическими соединениями, содержащими углерод, являются по некоторым представлениям произвольными.
Неорганическая химия изучает химические элементы и образуемые ими простые и сложные вещества (кроме органических соединений). Обеспечивает создание материалов новейшей техники. Число известных на 2013 г. неорганических веществ приближается к 500 тысячам.
Теоретическим фундаментом неорганической химии является периодический закон и основанная на нём периодическая система Д. И. Менделеева. Важнейшая задача неорганической химии состоит в разработке и научном обосновании способов создания новых материалов с нужными для современной техники свойствами.

## История определения
Исторически название «неорганическая химия» происходит от представления о части химии, которая занимается исследованием элементов, соединений, а также реакций веществ, которые не образованы живыми существами. Однако со времён синтеза мочевины из неорганического соединения цианата аммония (NH4OCN), который совершил в 1828 году выдающийся немецкий химик Фридрих Вёлер, стираются границы между веществами неживой и живой природы. Так, живые существа производят много неорганических веществ. С другой стороны, почти все органические соединения можно синтезировать в лаборатории. Однако деление на различные области химии является актуальным и необходимым, как и раньше, поскольку механизмы реакций, структура веществ в неорганической и органической химии различаются. Это позволяет проще систематизировать методы и способы исследования в каждой из отраслей.

## Классификация химических элементов
Периоди́ческая систе́ма хими́ческих элеме́нтов (таблица Менделе́ева) — классификация химических элементов, устанавливающая зависимость различных свойств элементов от заряда атомного ядра. Система является графическим выражением периодического закона, установленного русским химиком Д. И. Менделеевым в 1869 году. Её первоначальный вариант был разработан Д. И. Менделеевым в 1869—1871 годах и устанавливал зависимость свойств элементов от их атомного веса (по-современному, от атомной массы). Всего предложено несколько сотен вариантов изображения периодической системы (аналитических кривых, таблиц, геометрических фигур и так далее). В современном варианте системы предполагается сведение элементов в двумерную таблицу, в которой каждый столбец (группа) определяет основные физико-химические свойства, а строки представляют собой периоды, в определённой мере подобные друг другу.

## Простые вещества
Состоят из атомов одного химического элемента (являются формой его существования в свободном состоянии). В зависимости от того, какова химическая связь между атомами, все простые вещества в неорганической химии разделяются на две основные группы: металлы и неметаллы. Для первых характерна, соответственно, металлическая связь, для вторых — ковалентная. Стоит, впрочем, заметить, что радикальных и существенных отличий друг от друга вышеупомянутые простые вещества не имеют. Также выделяются две примыкающие к ним группы — металлоподобных и неметаллоподобных веществ. Существует явление аллотропии, которое состоит в возможности образования нескольких типов простых веществ из атомов одного и того же элемента; каждый из таких типов называется аллотропной модификацией. Если данное явление обусловлено различным молекулярным составом, то оно определяется как аллотропия состава; если способом размещения молекул и атомов в кристаллах — то как аллотропия формы.

### Металлы
Мета́ллы (от лат. metallum — шахта, рудник) — группа элементов, обладающая характерными металлическими свойствами, такими как высокие тепло- и электропроводность, положительный температурный коэффициент сопротивления, высокая пластичность и металлический блеск. Из 118 химических элементов, открытых на данный момент (из них не все официально признаны), к металлам относят:
- 6 элементов в группе щелочных металлов,
- 6 в группе щёлочноземельных металлов,
- 38 в группе переходных металлов,
- 11 в группе лёгких металлов,
- 7 в группе полуметаллов,
- 14 в группе лантаноиды,
- 14 в группе актиноиды (физические свойства изучены не у всех элементов).

Таким образом, к металлам относится 96 элементов из всех открытых.
В силу особенностей металлической атомной связи (а именно — ненасыщаемости и ненаправленности) металлы характеризуются максимально плотными координационными решётками. Наиболее типичны для них кубическая гранецентрированная, кубическая объёмно центрированная и гексагональная кристаллические решётки. Кроме того, из-за энергетической близости решёток у многих металлов проявляется полиморфизм.

### Неметаллы
Немета́ллы — химические элементы с типично неметаллическими свойствами, которые занимают правый верхний угол Периодической системы. В молекулярной форме в виде простых веществ в природе встречаются азот, кислород и сера. Чаще неметаллы находятся в химически связанном виде: это вода, минералы, горные породы, различные силикаты, фосфаты, бораты. По распространённости в земной коре неметаллы существенно различаются. Наиболее распространёнными являются кислород, кремний, водород; наиболее редкими — мышьяк, селен, иод. Характерной особенностью неметаллов является большее (по сравнению с металлами) число электронов на внешнем энергетическом уровне их атомов. Это определяет их бо́льшую способность к присоединению дополнительных электронов и проявлению более высокой окислительной активности, чем у металлов. К неметаллам также относят водород и гелий.

## Сложные вещества

### Количественная классификация
По количеству элементов, входящих в состав вещества, различаются бинарные, трёхэлементные соединения и т. п.

#### Бинарные соединения
Бинарными называются соединения, состоящие из атомов двух элементов. Их классификация также производится на основании типа химической связи; выделяют соединения ионные, ковалентные, металлические, а также характеризующиеся смешанным типом связи. Их химические свойства варьируются в зависимости от химической природы конкретных элементов: соединения, в состав которых входят металлические элементы, характеризуются основными свойствами, в то время как соединения неметаллических элементов проявляют кислотные свойства.

#### Трёхэлементные соединения
Трёхэлементные — наиболее простые по составу соединения, которые образуются при взаимодействии, как правило, существенно отличающихся друг от друга по химической природе бинарных соединений. С точки зрения химической связи их подразделяют на ионные, ковалентные и ионно-ковалентные. В зависимости от устойчивости ионов их внешней сферы варьируется устойчивость анионных комплексов, которая, в свою очередь, влияет на свойства соединения и степень его подобия бинарному.
Если же взаимодействующие соединения мало отличаются друг от друга по химической природе, то в результате возникают особые разновидности веществ: смешанные соединения, твёрдые растворы и эвтектики. Первые из перечисленных — это полимеры, являющиеся продуктом взаимодействия соединений элементов, одинаково склонных к комплексообразованию (к примеру, оксид алюминия и оксид магния), вторые образуются в том случае, если электроположительные элементы могут образовывать схожие структурные единицы (то есть не имеющие принципиальных различий по части строения, размера и устойчивости), а третьи представляют собой результат взаимодействия соединений таких элементов, которые близки друг другу химически, но отличаются по строению или размеру атомов. В последнем случае химического взаимодействия, строго говоря, не происходит вообще — возникает механический конгломерат кристаллов.

### Качественная классификация
Большую часть сложных неорганических веществ (то есть состоящих из двух и более химических элементов) можно разделить на следующие группы:
- Оксиды,
- Соли,
- Основания,
- Кислоты.

#### Оксиды
Окси́д (о́кисел, о́кись) — бинарное соединение химического элемента с кислородом в степени окисления −2, в котором сам кислород связан только с менее электроотрицательным элементом. Химический элемент кислород по электроотрицательности второй после фтора, поэтому к оксидам относятся почти все соединения химических элементов с кислородом. К исключениям относятся, например, дифторид кислорода OF2. Оксиды — весьма распространённый тип соединений, содержащихся в земной коре и во Вселенной вообще. Примерами таких соединений являются ржавчина, вода, песок, углекислый газ, ряд красителей. Оксидами называется класс минералов, представляющих собой соединения металла с кислородом.
В зависимости от химических свойств различают:
- Солеобразующие оксиды:
  - основные оксиды (например, оксид натрия Na2O, оксид меди(II) CuO): оксиды металлов, степень окисления которых I—II;
  - кислотные оксиды (например, оксид серы(VI) SO3, оксид азота(IV) NO2): оксиды металлов со степенью окисления V—VII и оксиды неметаллов;
  - амфотерные оксиды (например, оксид цинка ZnO, оксид алюминия Al2О3): оксиды металлов со степенью окисления III—IV и исключения (ZnO, BeO, SnO, PbO);
- Несолеобразующие оксиды: оксид углерода(II) СО, оксид азота(I) N2O, оксид азота(II) NO, оксид кремния(II) SiO.

#### Соли
Со́ли — класс химических соединений, к которому относятся вещества, состоящие из катионов металла (или катионов аммония {\displaystyle \mathrm {NH_{4}^{+}} }; известны соли фосфония {\displaystyle \mathrm {PH_{4}^{+}} } или гидроксония {\displaystyle \mathrm {H_{3}O^{+}} }) и анионов кислотного остатка. Типы солей:
- Средние (нормальные) соли — все атомы водорода в молекулах кислоты замещены на атомы металла. Пример: {\displaystyle \mathrm {Na_{2}CO_{3}} }, {\displaystyle \mathrm {K_{3}PO_{4}} }.
- Кислые соли — атомы водорода в кислоте замещены атомами металла частично. Они получаются при нейтрализации основания избытком кислоты. Пример: {\displaystyle \mathrm {NaHCO_{3}} }, {\displaystyle \mathrm {K_{2}HPO_{4}} }.
- Осно́вные соли — гидроксогруппы основания (OH−) частично замещены кислотными остатками. Пример: {\displaystyle \mathrm {(CuOH)_{2}CO_{3}} }.
- Двойные соли — в их составе присутствует два различных катиона, получаются кристаллизацией из смешанного раствора солей с разными катионами, но одинаковыми анионами. Пример: {\displaystyle \mathrm {KAl(SO_{4})_{2}\cdot 12\ H_{2}O} }.
- Смешанные соли — в их составе присутствует два различных аниона. Пример: {\displaystyle \mathrm {Ca(OCl)Cl} }.
- Гидратные соли (кристаллогидраты) — в их состав входят молекулы кристаллизационной воды. Пример: {\displaystyle \mathrm {Na_{2}SO_{4}\cdot 10\ H_{2}O} }.
- Комплексные соли — в их состав входит комплексный катион или комплексный анион. Пример: {\displaystyle \mathrm {K_{3}[Fe(CN)_{6}]} }, {\displaystyle \mathrm {[Cu(NH_{3})_{4}](OH)_{2}} }.

Особую группу составляют соли органических кислот, свойства которых значительно отличаются от свойств минеральных солей. Некоторые из них можно отнести к особенному классу органических солей, так называемых ионных жидкостей или по-другому «жидких солей», органических солей с температурой плавления ниже 100 °C.

#### Основания
Основа́ния — класс химических соединений:
- Основания (осно́вные гидрокси́ды) — сложные вещества, которые состоят из атомов металла или иона аммония и гидроксогруппы (-OH). В водном растворе диссоциируют с образованием катионов и анионов ОН−. Название основания обычно состоит из двух слов: «гидроксид металла/аммония». Хорошо растворимые в воде основания называются щелочами.
- Согласно другому определению, основания — один из основных классов химических соединений, вещества, молекулы которых являются акцепторами протонов.

#### Кислоты
Кисло́ты — сложные вещества, в состав которых обычно входят атомы водорода, способные замещаться на атомы металлов, и кислотный остаток. Водные растворы кислот имеют кислый вкус, обладают раздражающим действием, способны менять окраску индикаторов, отличаются рядом общих химических свойств.
Кроме подразделения на кислоты Льюиса и кислоты Брёнстеда, последние принято классифицировать по различным формальным признакам:
- По содержанию атомов кислорода[5]: бескислородные (HCl, H2S, HCN); кислородсодержащие (HNO3, H2SO4).
- По количеству кислых атомов водорода[5]: одноосновные (HNO3); двухосновные (H2SeO4); трёхосновные (H3PO4, H3BO3); многоосновные.
- По силе: сильные — диссоциируют практически полностью, константы диссоциации больше 1⋅10−3 (HNO3); слабые — константа диссоциации меньше 1⋅10−3 (уксусная кислота Kд= 1,7⋅10−5).
- По устойчивости: устойчивые (H2SO4); неустойчивые (H2CO3).
- По принадлежности к классам химических соединений: неорганические (HBr); органические (HCOOH, CH3COOH);
- По летучести: летучие (HNO3, H2S); нелетучие (H2SO4) ;
- По растворимости в воде: растворимые (H2SO4); нерастворимые (H2SiO3);
- По содержанию атомов металлов: металлосодержащие (HMnO4, H2TiO3); не металлосодержащие (HNO3, HCN).

#### Прочее
Также можно выделить следующие группы неорганических веществ: карбиды, нитриды, гидриды, интерметаллиды и другие, которые не укладываются в приведённую выше классификацию (более подробно см. Неорганическое вещество).

##### Карбиды
Карби́ды — соединения металлов и неметаллов с углеродом. Традиционно к карбидам относят соединения, в которых углерод имеет большую электроотрицательность, чем второй элемент (таким образом из карбидов исключаются такие соединения углерода, как оксиды, галогениды и тому подобные). Карбиды — тугоплавкие твёрдые вещества: карбиды бора и кремния (В4С и SiC), титана, вольфрама, циркония (TiC, WC и ZrC соответственно) обладают высокой твёрдостью, жаростойкостью, химической инертностью.
Карбиды подразделяются на следующие виды: солеобразные (CaC2, Al4C3); ковалентные (карборунд SiC); металлоподобные (имеющие нестехиометрический состав, например, цементит (Fe3C)).

##### Нитриды
Нитри́ды — соединения азота с менее электроотрицательными элементами, например, с металлами (AlN;TiNx;Na3N;Ca3N2;Zn3N2; и т. д.) и с рядом неметаллов (NH3, BN, Si3N4). Соединения азота с металлами чаще всего являются тугоплавкими и устойчивыми при высоких температурах веществами, например, эльбор. Нитридные покрытия придают изделиям твёрдость, коррозионную стойкость; находят применение в энергетике, космической технике.

##### Гидриды
Гидри́ды — соединения водорода с металлами и с имеющими меньшую электроотрицательность, чем водород, неметаллами. Иногда к гидридам причисляют соединения всех элементов с водородом. Наиболее распространёнными являются бинарные гидриды. Они делятся на три типа в зависимости от характера связи в соединении: ионные (водород и щелочной или щёлочноземельный металл), металлические (гидриды переходных металлов или редкоземельных элементов) и ковалентные (молекулярные) (гидриды неметаллов или Al, Be, Sn, Sb, As, Te, Ge).

##### Интерметаллиды
Металлические соединения, или интерметаллиды — один из четырёх базовых вариантов взаимодействия между металлами (остальные три — полное отсутствие какого-либо влияния, взаимное растворение в жидком состоянии и образование эвтектики в твёрдом, а также формирование как жидких, так и твёрдых растворов любого состава). В отличие от, например, твёрдых растворов интерметаллиды характеризуются сложной кристаллической структурой, непохожей на структуру исходных веществ; аналогичным образом у них могут появляться физические или химические особенности, не свойственные их составляющим в чистом виде. В целом для интерметаллидов характерно широкое разнообразие кристаллических структур и типов химической связи, что, в свою очередь, является причиной обширного спектра их возможных физических и химических свойств.
Интерметаллиды, как и другие химические соединения, имеют фиксированное соотношение между компонентами. Интерметаллиды обладают, как правило, высокой твёрдостью и высокой химической стойкостью. Очень часто интерметаллиды имеют более высокую температуру плавления, чем исходные металлы. Почти все интерметаллиды хрупки, так как связь между атомами в решётке становится ковалентной или ионной (например, в ауриде цезия CsAu), а не металлической. Некоторые из них имеют полупроводниковые свойства, причём, чем ближе к стехиометрии соотношение элементов, тем выше электрическое сопротивление. Никелид титана, известный под маркой «нитинол», обладает памятью формы — после закалки изделие может быть деформировано механически, но примет исходную форму при небольшом нагреве.

### Нестехиометрические соединения
Вплоть до начала XX века аксиоматическим считалось положение о постоянстве состава тех или иных веществ, впервые высказанное и сформулированное веком ранее. Рассматриваемое утверждение было аналогичным образом поименовано как закон постоянства состава, а соответствующее свойство веществ — как стехиометричность. Впоследствии проведённые учёным Н. С. Курнаковым исследования показали, что существуют также и соединения переменного состава, то есть нестехиометрические, и при этом они характеризуются довольно высокой степенью распространённости в природе. Н. С. Курнаков предложил также именовать соединения постоянного состава дальтонидами, а переменного — бертоллидами.
В той или иной степени переменный состав характерен для тех веществ, у которых наблюдается либо атомное, либо ионное строение. В таком случае в кристалле могут возникать различного рода дефекты — либо недостаток атомов в определённых узлах, либо их избыток в промежутках между узлами. К примеру, явная нестехиометричность характерна для оксида и сульфата железа (II). Существуют определённые пределы, внутри которых отклонения от стехиометрического состава считаются допустимыми; соответствующий диапазон называется областью гомогенности. В свою очередь, вещества с молекулярным строением имеют постоянный состав; следует, впрочем, заметить, что вплоть до 95 % неорганических веществ такого строения не имеют и в силу этого являются нестехиометрическими. Длительное преобладание представлений о постоянстве состава объясняется тем, что часто изменения оказываются недостаточно существенными для их обнаружения в ходе химического анализа.